# Agrimpex
Az 1996-ban alapított  Agrimpex Terménykereskedelmi Kft.  (1143 Budapest, Hungária krt. 128.) Magyarország vezető gabonakereskedelmi vállalata. Az Agrimpex külkereskedelmi vállalat a Magyar Népköztársaság idején a mezőgazdasági exportra és importra szakosodott állami vállalat volt.

## Az egykori külkereskedelmi vállalat
Az Agrimpex külkereskedelmi vállalat (1051 Budapest, Nádor utca 22.) mezőgazdasági exportra és importra szakosodott állami vállalat volt. Kenyér- és takarmánygabonát, malom- és hántolóipari termékeket, cukrot, hüvelyeseket, olajos és vetőmagvakat, szaporító anyagokat, madáreledelt, forrólevegős szállítmányokat forgalmazott, továbbá mezőgazdasági gépeket importált.

## A privatizáció után

### Az Agrimill-Agrimpex Zrt.
Az Agrimpex 1989 áprilisában alakult részvénytársasággá 1,195 Mrd Ft jegyzett tőkével, állami vállalatok és külföldi cégek bekapcsolódásával. (Agrimill-Agrimpex Gabonafeldolgozó és Gabonakereskedelmi Rt. - 5600 Békéscsaba, Gyulai út 2.)  A cég alaptőkéjét 1990-ben és 1991-ben  növelték 66 M, illetve 66,75 M Ft névértékű dolgozói részvény kibocsátásával. 

Mivel a cég főtulajdonosát, az Investor Rt.-t 1991 végén privatizálták, közvetve a Bernard Schreirer nevével fémjelzett angol C. P. Holding tulajdonába került. 
A  jelentős mértékben saját részvények értékesítéséből finanszírozott tranzakció révén a cégcsoport további négy malommal, egy kukoricapelyhesítő üzemmel és egy kikötővel (Baja) bővült. A  300 M Ft névértékű csomagot a hasonló profillal rendelkező német Cremer-csoport vásárolta meg, 180%-os árfolyamon.
Az Agrimpex 1993-ban megalapította az Agrimill Rt. nevű céget, amely megvásárolta a Békés Megyei Gabonaforgalmi Vállalat ingatlanait, 1995 szeptemberében pedig a Viktória Első Magyar Gabona Rt. részvényeinek 88,87%-át.
1996 elején  a cég holdinggá alakult, azonban még ugyanabban az évben hatalmas veszteséget kellett elkönyvelnie  a gabonapiaci áresés, a felvásárolt gabonakészletek 475 M Ft-os leértékelése, illetve 3 felsővezető több száz millió forintos kárt okozó szabálytalanságai miatt. 1997 februárjában menesztették a három felsővezetőt. Végül a kedvezőtlen folyamatok megállítása érdekében a társaság 1998-ban profilt váltott: kivonult a termény-kereskedelembőlt. 
  A társaság neve a cégbíróság által 2000. február 16-án bejegyzett ügylettel Agrimill-Agrimpex Gabonafeldolgozó és Gabonakereskedelmi Rt.-re változott.
 Az 1990. március 9-én alapított Agrimill-Agrimpex Zrt. (1051 Budapest, Szent István tér 11.) jelenlegi profilja saját tulajdonú vagy bérelt ingatlan bérbeadása, üzemeltetése.

### Az Agrimpex Terménykereskedelmi Kft.
Az 1996. január 2-án -ban alapítitt  Agrimpex Terménykereskedelmi Kft.  (1143 Budapest, Hungária krt. 128.) Magyarország vezető gabonakereskedelmi vállalata. Fő tevékenysége gabona, dohány, vetőmag, takarmány nagykereskedelme.